# Королькевич, Лев Станиславович
Лев Станиславович Королькевич (24 января 1911, Минск, Российская империя — 12 декабря 1975, Мытищи, Московская обл.) — инженер, специалист в области средств связи, лауреат Сталинской премии (1946).
Родился 24.01.1911 в Минске.
Умер 12 декабря 1975 в Мытищах.
С июля 1941 г. на военной службе, 771-й станционно-восстановительный обс (отдельный батальон связи). 
С конца 1944г. - зам. начальника института по научной части 16-го ЦНИИС МО, Инженер-полковник.
С конца 1950-х гг. преподавал на кафедре антенн и распространения радиоволн (с 1966 г. кафедра технической электродинамики и антенн) Московского института инженеров связи (МИИС) и Всесоюзного заочного электротехнического института связи (ВЗЭИС).
Кандидат технических наук (1966), доцент.
Лауреат Сталинской премии 1947 года — за разработку нового типа антенн для радиовещательных станций.
Награждён орденом Красной Звезды (30.12.1956), медалями «За оборону Москвы» (01.05.1944), «За победу над Германией в Великой Отечественной войне 1941—1945 гг.» (09.05.1945), «За боевые заслуги» (19.11.1951).
Соавтор книги:
- Пособие по курсовому проектированию антенн / ред. Королькевич, Л. С. ; ред. Старшинов, С. А. — М. : ВЗЭИС, 1967. — 172 с.